# Khàn giọng
Khàn giọng, là khi giọng nói vô tình nghe như hơi thở hoặc căng thẳng, hoặc có âm lượng nhỏ hơn hoặc có âm vực thấp hơn. Khàn giọng có thể đi kèm một cảm giác khó chịu hoặc khó chịu trong cổ họng. Khàn giọng thường là triệu chứng của các vấn đề của dây thanh âm. Nó có thể do viêm thanh quản, do đó có thể là do nhiễm trùng đường hô hấp trên, cảm lạnh hoặc dị ứng. Cổ vũ tại các sự kiện thể thao, nói to trong những tình huống ồn ào, nói quá lâu mà không nghỉ ngơi, hát to hoặc nói với giọng quá cao hoặc quá thấp cũng có thể gây ra khàn giọng tạm thời. Một số nguyên nhân khác làm mất giọng nói của một người tồn tại và điều trị nói chung là bằng cách nghỉ ngơi giọng nói và điều trị nguyên nhân cơ bản. Nếu nguyên nhân là lạm dụng hoặc lạm dụng giọng nói, uống nhiều nước có thể làm giảm bớt khàn giọng.
Nó xuất hiện phổ biến hơn ở phụ nữ và người già. Hơn nữa, một số nhóm nghề nghiệp, chẳng hạn như giáo viên và ca sĩ, có nguy cơ gia tăng chứng này.
Khàn giọng dài hạn hoặc khàn giọng kéo dài trong ba tuần, đặc biệt là khi không liên quan đến cảm lạnh hoặc cúm nên được đánh giá bởi bác sĩ y khoa. Cũng nên đi khám bác sĩ nếu khàn giọng có liên quan đến ho ra máu, khó nuốt, vón cục, đau khi nói hoặc nuốt, khó thở hoặc mất giọng hoàn toàn trong hơn một vài ngày. Để giọng nói được phân loại là "loạn âm", các bất thường phải có trong một hoặc nhiều thông số giọng nói: cao độ, âm lượng, chất lượng hoặc độ biến thiên. nhận thức, chứng khó đọc có thể được đặc trưng bởi chất giọng khàn khàn, khó thở, gay gắt hoặc thô ráp, nhưng vẫn còn một số loại ngữ âm.
Khàn giọng có thể được phân loại thành hai loại chính: hữu cơ và chức năng, và phân loại dựa trên bệnh lý cơ bản. Mặc dù các nguyên nhân gây khó thở có thể được chia thành năm loại cơ bản, nhưng tất cả chúng đều dẫn đến sự gián đoạn khả năng của các nếp gấp thanh âm rung động bình thường trong khi thở ra, ảnh hưởng đến giọng nói. Việc đánh giá và chẩn đoán chứng khó nuốt được thực hiện bởi một nhóm đa ngành và liên quan đến việc sử dụng nhiều biện pháp chủ quan và khách quan, xem xét cả chất lượng của giọng nói cũng như trạng thái vật lý của thanh quản.   Nhiều phương pháp điều trị đã được phát triển để giải quyết các nguyên nhân hữu cơ và chức năng của chứng khó nuốt. Khàn giọng có thể được nhắm mục tiêu thông qua trị liệu trực tiếp, trị liệu gián tiếp, điều trị y tế và phẫu thuật. Khàn giọng chức năng có thể được điều trị thông qua các liệu pháp giọng nói trực tiếp và gián tiếp, trong khi phẫu thuật được khuyến cáo cho khàn giọng mãn tính, hữu cơ.